# Козлово (Нідзицький повіт)
Козлово (пол. Kozłowo, нім. Groß Koslau) — село в Польщі, у гміні Козлово Нідзицького повіту Вармінсько-Мазурського воєводства.
Населення — 1411 осіб (2011).
У 1975-1998 роках село належало до Ольштинського воєводства.

## Демографія
Демографічна структура станом на 31 березня 2011 року:
|          | Загалом | Допрацездатний вік | Працездатний вік | Постпрацездатний вік |
| -------- | ------- | ------------------ | ---------------- | -------------------- |
| Чоловіки | 711     | 176                | 489              | 46                   |
| Жінки    | 700     | 161                | 427              | 112                  |
| Разом    | 1411    | 337                | 916              | 158                  |